# Vregny
Vregny ist eine französische Gemeinde mit 90 Einwohnern (Stand 1. Januar 2022) im Département Aisne in der Region Hauts-de-France (vor 2016 Picardie). Sie gehört zum Arrondissement Soissons, zum Kanton Soissons-1 und zum Gemeindeverband GrandSoissons Agglomération.

## Geographie
Die Gemeinde Vregny liegt am Südwestrand des Höhenzuges Chemin des Dames, sieben Kilometer ostnordöstlich von Soissons in einem Seitental der Aisne. Nachbargemeinden von Vregny sind Nanteuil-la-Fosse im Nordosten, Chivres-Val im Osten und Südosten, Bucy-le-Long im Süden und Südwesten, Crouy im Westen sowie Margival im Nordwesten.

## Bevölkerungsentwicklung
| Jahr                       | 1962 | 1968 | 1975 | 1982 | 1990 | 1999 | 2006 | 2012 | 2022 |
| -------------------------- | ---- | ---- | ---- | ---- | ---- | ---- | ---- | ---- | ---- |
| Einwohner                  | 116  | 125  | 119  | 105  | 101  | 102  | 95   | 89   | 90   |
| Quellen: Cassini und INSEE |      |      |      |      |      |      |      |      |      |

## Sehenswürdigkeiten
- Kirche Saint-Rufin-et-Saint-Valère, Monument historique

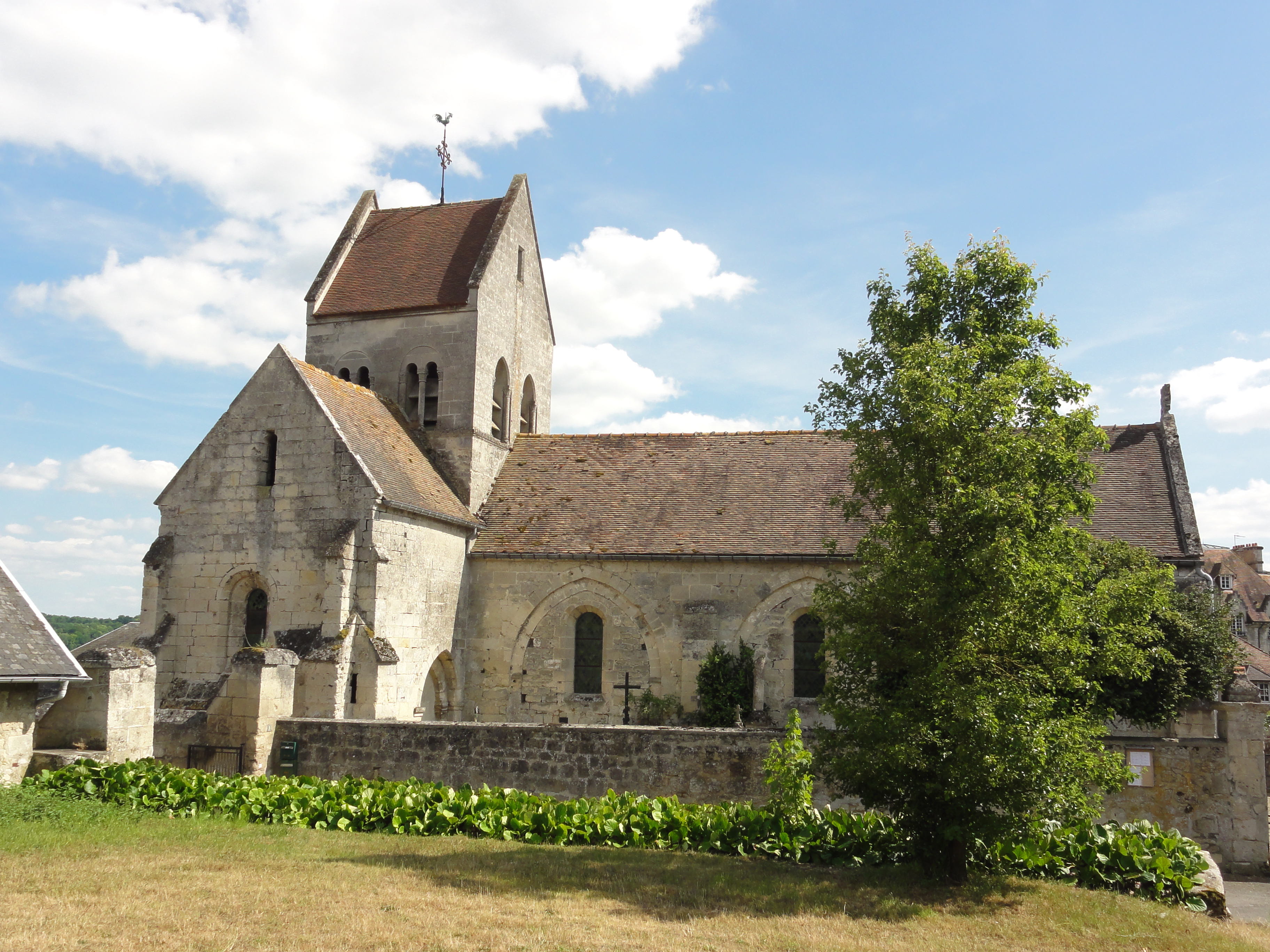
Kirche Saint-Rufin-et-Saint-Valère
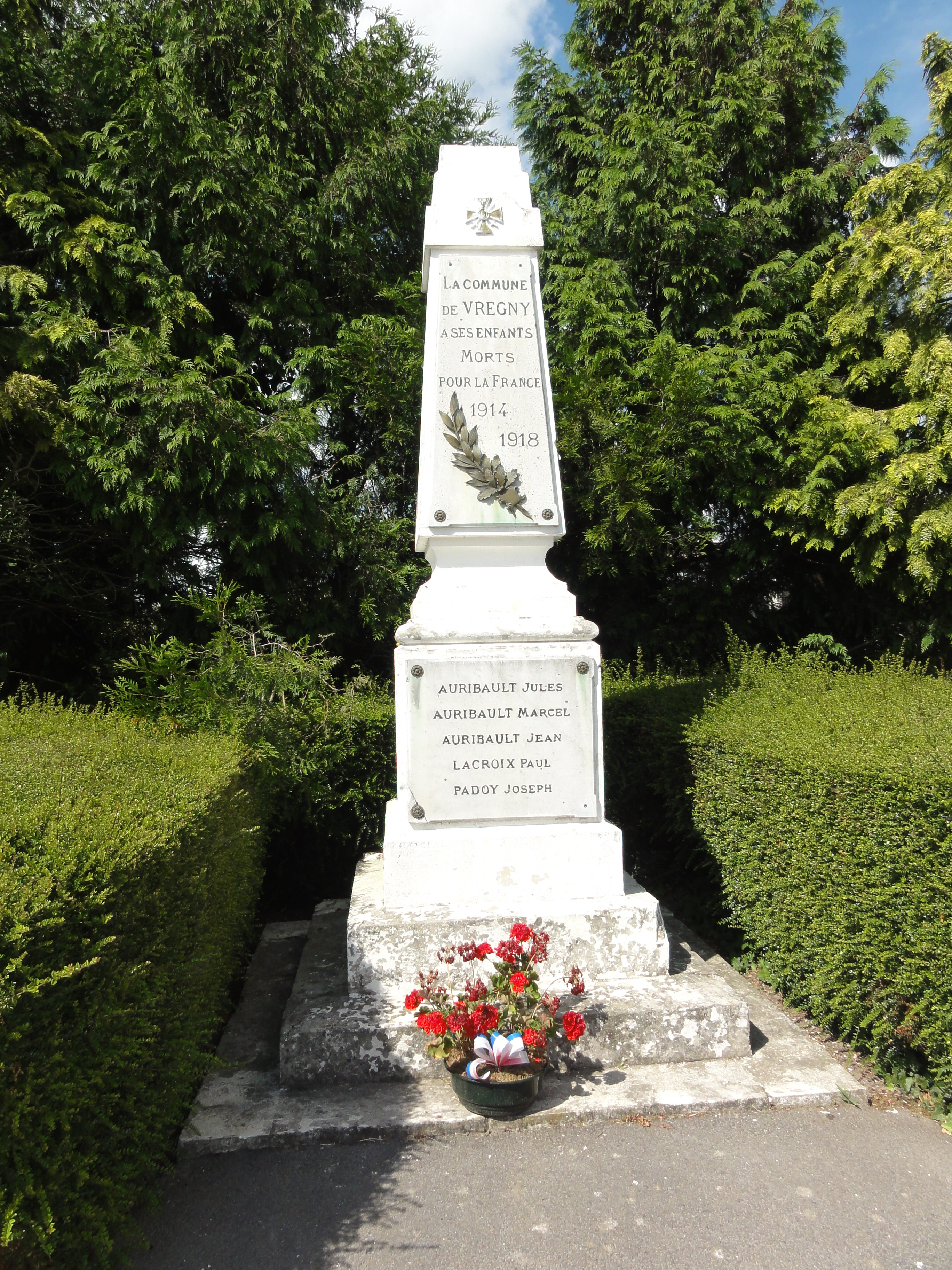
Gefallenendenkmal